# Merritt Island (by)
Merritt Island er en by i Brevard County i den amerikanske delstat Florida, på øen Merritt Island. Ved folketællingen i 2000 var indbyggertaller 36.090. Området udgør 121,9km², hvoraf hele 62,49% er vand.
28°18′33″N 80°40′33″V / 28.30917°N 80.67583°V